# 金相舜
金 相舜（キム・サンスン、朝鮮語: 김상순、1901年10月10日 - 没年不詳）は、大韓民国の政治家。制憲韓国国会議員。

## 経歴
全羅南道長城郡北二面出身。中東学校高等科、中央大学専門部・経済学科卒。中央大学在学中に在日湖南留学生会代表を務めた。帰国後は合資会社三養社に入社し、大韓独立促成国民会宣伝部、韓国民主党、大同青年団、民族青年団で活動したほか、長城中学校理事長、制憲国会議員を務めた。
1979年5月29日付の東亜日報に掲載されたコラムによれば、すでに故人とされている。